# Chinook Wawa
Chinook Wawa, auch Chinook Jargon oder Chinook Pidgin, war die Lingua franca im amerikanisch-kanadischen Pazifikraum.
Sie wurde hauptsächlich im 19. Jahrhundert entlang der Küste von Oregon bis Alaska gesprochen und diente als Handelssprache.
Die Sprache ist nahezu ausgestorben.